# Stenohelia echinata
Stenohelia echinata is een hydroïdpoliep uit de familie Stylasteridae. De poliep komt uit het geslacht Stenohelia. Stenohelia echinata werd in 1968 voor het eerst wetenschappelijk beschreven door Eguchi. 